# De Havilland DH.84 Dragon
Die De Havilland DH.84 Dragon (englisch für Drachen) ist ein kleines zweimotoriges Transportflugzeug des britischen Herstellers de Havilland Aircraft Company aus den 1930er Jahren.

## Geschichte
Nachdem die einmotorige Fox Moth erfolgreich eingeführt worden war, äußerte der Erstkunde Hillman’s Airways den Wunsch nach einer größeren zweimotorigen Version. De Havilland entwickelte daraufhin einen Doppeldecker, der den Antrieb und Teile der Tragflächen der Fox Moth übernahm. Der Rumpf bestand großenteils aus Sperrholz. Die ursprüngliche Bezeichnung Dragon Moth wurde bei Markteinführung auf Dragon verkürzt.
Der Prototyp hatte am 12. November 1932 seinen Jungfernflug und wurde ab April 1933 als Verkehrsflugzeug zwischen London und Paris eingesetzt. Er bot Platz für sechs Passagiere.
Ab Ende 1933 wurde die Dragon 2 mit Einzelfenstern und verkleideten Fahrwerksstreben gebaut. Durch den verringerten Luftwiderstand konnten Geschwindigkeit, Zuladung und Reichweite geringfügig erhöht werden.
Die Produktion in Großbritannien endete nach 115 Exemplaren zugunsten der stärkeren und eleganteren Dragon Rapide. Im Zweiten Weltkrieg nahm De Havilland Australia die Produktion wieder auf und lieferte 87 DH.84 als Navigationsschulflugzeuge an die Royal Australian Air Force. Anders als die Dragon Rapide war die Dragon mit Motoren ausgerüstet, die in Australien bereits für die Tiger Moth in Produktion waren. Nach dem Krieg wurden auch diese Dragon im zivilen Luftverkehr eingesetzt.
Auch in den französischen Kolonien in Afrika fand die Dragon Verwendung.

## Versionen

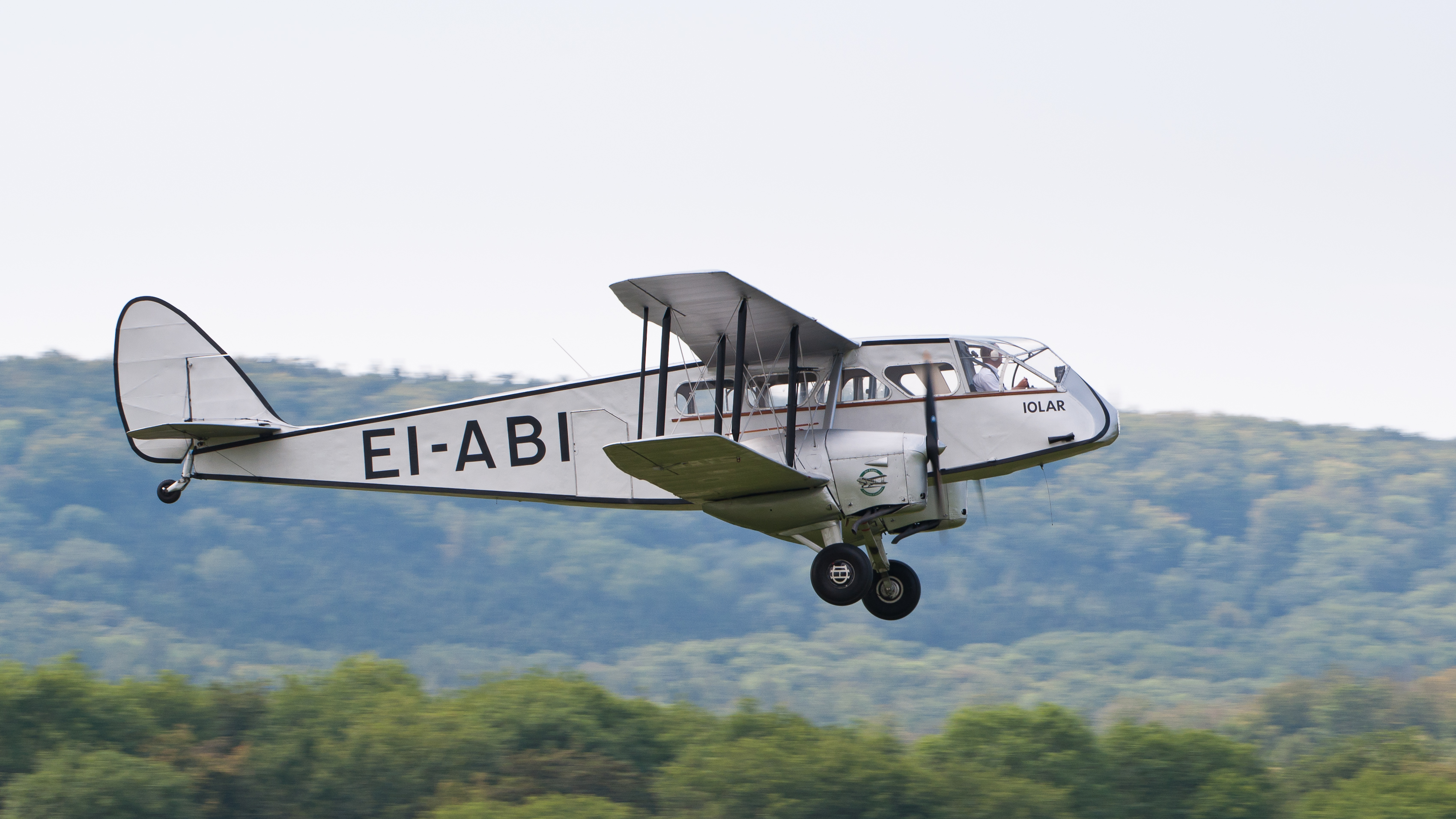
DH.84 Dragon 2 von Aer Lingus

- Dragon 1: zweimotoriger mittelgroßer Doppeldecker
- Dragon 2: verbesserte Version mit einzeln gerahmten Fenstern und zwei verkleideten Fahrwerksbeinen
- DH.84M Dragon: Militärtransporter, mit zwei Maschinengewehren bewaffnet; konnte sechzehn 20-Pfund-Bomben mitführen; Export nach Dänemark, Irak und Portugal

## Nutzung

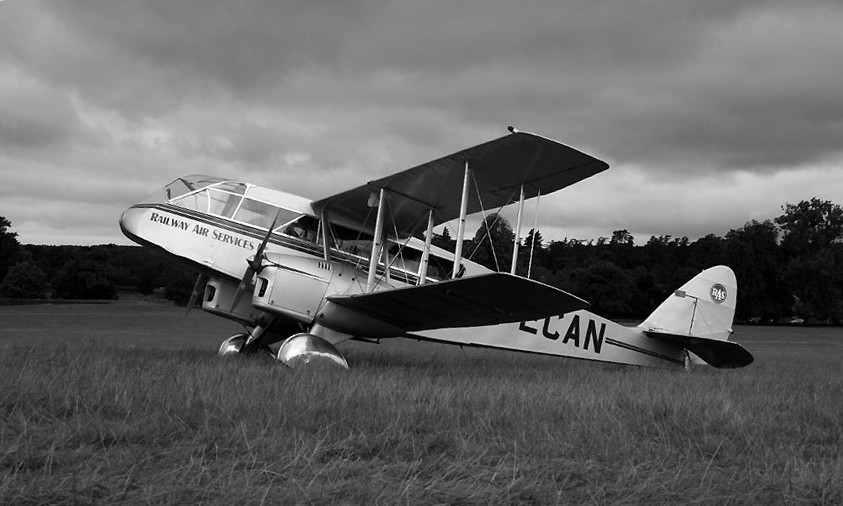
DH.84 bei der Woburn Tiger Moth Rally 2007

Die irische Fluggesellschaft Aer Lingus nahm ihren Betrieb mit einer DH.84 auf, die auf den Namen Iolar (irisch für „Adler“) getauft wurde. Zum fünfzigsten Jubiläum 1986 erwarb Aer Lingus einen Nachbau der Dragon, der nach Vorbild der Iolar umgestaltet wurde. Diese Maschine mit dem Kennzeichen EI-ABI wurde über einen Zeitraum von 18 Monaten durch eine Gruppe Freiwilliger restauriert und flog wieder am 24. Februar 2011 aus Anlass des fünfundsiebzigsten Jubiläums von Aer Lingus.
Die Dragon wurde weltweit als kleines Verkehrsflugzeug auf Kurzstrecken eingesetzt.

### Militärische Nutzer
- Äthiopien
- Australien
- Brasilien
- Dänemark – zwei Dragon
- Königreich Irak – acht Dragon
- Irland
- Neuseeland
- Österreich
- Portugal – drei Dragon
- Spanien
- Südafrikanische Union
- Türkei
- Vereinigtes Königreich

## Technische Daten (DH.84)

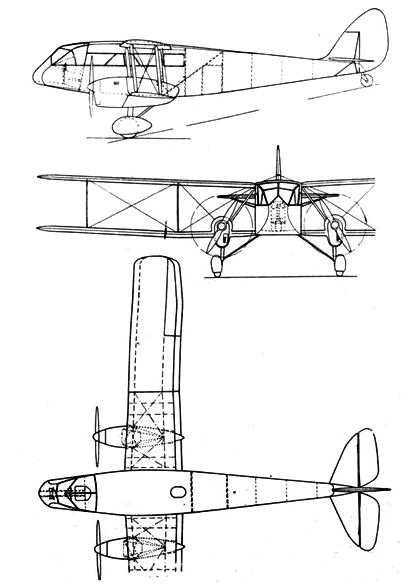
Dreiseitenansicht de Havilland DH 84

| Kenngröße             | Daten                                                         |
| --------------------- | ------------------------------------------------------------- |
| Besatzung             | 1                                                             |
| Passagiere            | 6–10                                                          |
| Länge                 | 10,50 m                                                       |
| Spannweite            | 14,40 m                                                       |
| Höhe                  | 3,10 m                                                        |
| Flügelfläche          | 34,9 m²                                                       |
| Leermasse             | 1040 kg                                                       |
| Startmasse            | 1900 kg                                                       |
| Höchstgeschwindigkeit | 167 km/h                                                      |
| Dienstgipfelhöhe      | 3800 m                                                        |
| Reichweite            | 830 km                                                        |
| Triebwerke            | zwei 4-Zylinder-Motoren de Havilland Gipsy Major mit je 97 kW |